# 机器人与自动化国际会议
IEEE机器人与自动化国际会议（英語：International Conference on Robotics and Automation） 是一个机器人学领域一年一度的学术会议。ICRA，以及IROS（英語：International Conference on Intelligent Robots and Systems）是这一领域的早期会议之一。它于2010年获得了澳大利亚ICT会议排名的“A”评级，于2012年获得了巴西教育部的“A1”评级。

## 会议地点
（自2010年列起）
- ICRA 2022，美国费城
- ICRA 2021，中国西安（线上+线下）
- ICRA 2020，法国巴黎（线上）
- ICRA 2019，加拿大蒙特利尔
- ICRA 2018，澳大利亚布里斯班
- ICRA 2017，新加坡
- ICRA 2016，瑞典斯德哥尔摩
- ICRA 2015，美国西雅图
- ICRA 2014，中国香港
- ICRA 2013，德国卡尔斯鲁厄
- ICRA 2012，美国明尼阿波利斯
- ICRA 2011，中国上海
- ICRA 2010，美国安克雷奇